# Presidente Prudente
Presidente Prudente är en stad och en kommun i delstaten São Paulo i Brasilien, belägen cirka 550 kilometer från São Paulo, i den västra delen av delstaten. Folkmängden uppgår till cirka 220 000 invånare.
Staden är ett regionalt centrum med ett av landets största medicinska universitet (med 25 000 studenter), modern infrastruktur, ett viktigt affärscenter, sju sjukhus, 25 banker och internationell flygplats. Kommunen har 6% av den uppodlade jorden i delstaten och 13% av betesmarkerna. Den viktigaste grödan är sojabönor. Staden är även en av de största mjölkproducenterna i regionen.

## Historia
Regionen började ursprungligen befolkas av immigranter från Minas Gerais i söder, ledda av José Teodoro de Souza, en gruvarbetare från Pouso Alegre, som lockades av det fruktbara landet i den sydvästra delen av delstaten São Paulo samt även för att kaffet i regionen var en eftertraktad vara.
Presidente Prudente grundades den 14 september 1917 av överste Francisco de Paula Goulart, som ritade ett gatunät och högg ned skog runt byn för att göra plats för majsodlingar. Samtidigt grundade överste José Soares Marcondes en annan bosättning på andra sidan den planerade järnvägen till São Paulo. Dessa två bosättningar kom att utgöra grunden för den framtida staden. Järnvägen, Sorocabana (idag FEPASA), stod färdig den 19 januari 1919 och med den flyttade många nya immigranter in.
Ortens kommunrättigheter beslutades om i delstaten den 28 november 1921 och dessa trädde i kraft den 27 augusti 1923. Staden fick sitt namn från den närliggande järnvägsstationen, som i sin tur fått det från Brasiliens president under åren 1894–1898, Prudente de Morais Barros. Stadsdistriktet stiftades den 8 december 1922 (trädde i kraft 13 mars 1923), vilket skiljde stadsområdet från distriktet Assis.

## Administrativ indelning
Kommunen var år 2010 indelad i fem distrikt:
- Ameliópolis
- Eneida
- Floresta do Sul
- Montalvão
- Presidente Prudente